# Dobrivoje Marković
Dobrivoje Marković (Teslić, 22. travnja 1986.) je srbijanski rukometni reprezentativac. Član je PPD Zagreba. Igra na poziciji lijevog krila. 

## Igračka karijera
Karijeru je započeo u RK Sintelonu iz Bačke Palanke, a zatim u Jugoviću iz Kaća.

## Vanjske poveznice
- Profil na mrežnoj stranici EHF-a[neaktivna poveznica]